# アロイシウス・ヨハネス・アドリアヌス・エンブレフツ
アロイシウス・ヨハネス・アドリアヌス・エンブレフツ（オランダ語: Aloysius Johannes Adrianus Embrechts、朝鮮語: 알로이시어스 요하네스 아드리아누스 엠브레흐츠）は、オランダの外交官、大使。2019年9月より在アラブ首長国連邦大使。前職としては、2015年よりソウル駐在の在韓国大使および非常駐の在北朝鮮大使を務めていた。愛称はロディ・エンブレフツ（オランダ語: Lody Embrechts、朝鮮語: 로디 엠브레흐츠）。

## 経歴
1993年から1997年にかけて、在大韓民国オランダ大使館で商務課長として勤務。
2015年2月12日、在韓国大使としてソウルの青瓦台で朴槿恵大統領に信任状を捧呈した。同8月18日、在北朝鮮大使として平壌を訪問し、万寿台議事堂で最高人民会議常任委員会の金永南委員長に信任状を捧呈した。
エンブレフツが南北朝鮮両国の駐在大使として在任中の2017年2月13日、マレーシアのクアラルンプール国際空港で北朝鮮の最高指導者金正恩の異母兄金正男が襲撃され、同日中に死に至った。この事件を受けて、同年3月8日、金正男の長男金漢率が自身の顔とパスポートを見せながら話す動画をYouTubeに投稿し、父親である金正男が殺害されたと訴えた。この動画を投稿した団体は、「突然の支援を求められたとき、私たちに迅速で力強い支援をくださった韓国駐在オランダ大使エンブレヒツ様に特に感謝いたします」とエンブレフツ大使の名前を挙げており、金漢率ら遺族の身柄を守るために何らかの形でエンブレヒツ大使やオランダが支援したことが示唆されている。
2019年9月より在アラブ首長国連邦大使。